# 2001年上海
|        | 上海历史 |
| 世紀： | 20世紀上海 \| 21世紀上海 \| 22世紀上海                                                                                     |
| 年代： | 1970年代上海 \| 1980年代上海 \| 1990年代上海 \| 2000年代上海 \| 2010年代上海 \| 2020年代上海 \| 2030年代上海               |
| 年份： | 1997年上海 \| 1998年上海 \| 1999年上海 \| 2000年上海 \| 2001年上海 \| 2002年上海 \| 2003年上海 \| 2004年上海 \| 2005年上海 |
| 紀年： | 辛巳年（蛇年）、上海开埠158周年、上海设市74周年                                                                            |

## 主要官员

### 党委
- 市委书记：黄菊

### 人大
- 人大常委会主任：陈铁迪

### 政府
- 市长：徐匡迪[註 1]→陈良宇（代理）

### 法院
- 院长：滕一龙

### 检察院
- 检察长：吴光裕

### （党）纪委
- 书记：张惠新

### 政协
- 主席：王力平

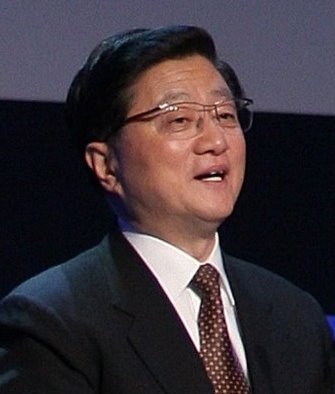
市委书记黄菊
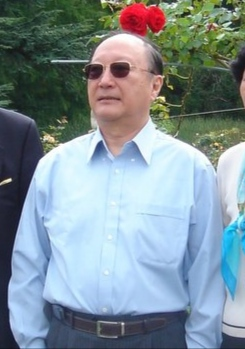
市长徐匡迪

## 大事记
沪东造船厂龙门吊特大坍塌事故